# Дасгупта, Пробал
Пробал Дасгупта (англ. Probal Dasgupta, р. 1953) — индийский эсперантист и лингвист, президент Всемирной ассоциации эсперанто в 2007—2013 годах.

## Биография
Родился в Калькутте, получил степень PhD в 1980 году в Нью-Йоркском университете, защитив диссертацию по синтаксису своего родного языка, бенгальского (англ. Questions and Relative and Complement Clauses in a Bangla Grammar). Преподавал лингвистику в трёх индийских университетах.
Почётный член Лингвистического общества США с 2004 года.
Профессор прикладной лингвистики университета Хайдарабада с 1989 года, был деканом гуманитарного факультета (2001—2004) этого университета, директором (2000—2006) «Программы по изучению Индии» для иностранных студентов, С августа 2006 года организовал в Индийском статистическом институте в Калькутте лингвистические исследования, в которых значительную роль играет применения языка эсперанто. Автор более чем десяти книг и трёхсот статей на бенгальском, английском и французском языках.
Помимо бенгальского, владеет английским, французским, немецким, санскритом и эсперанто.

## Деятельность в эсперанто-движении
C 17-летнего возраста (1969—1970) Пробал вёл переписку с ведущим венгерским эсперантистом Кальманом Калочаи о переводе на эсперанто произведений Р.Тагора, о проблеме ata-ita и по многим другим вопросам.
В международное эсперанто-движение Пробал включился со Всемирного конгресса эсперантистов в Рейкьявике в 1977 году. Сразу же после конгресса он три недели проработал волонтёром в центральном офисе Всемирной ассоциации эсперанто (UEA). Позже он представлял UEA в ООН с октября 1977 года по январь 1979 года, после чего занимался организацией офиса UEA в Нью-Йорке.
В 2007 году избран президентом UEA, в 2010 году переизбран президентом и находился в должности до 2013 года, когда его сменил на посту президента Марк Феттес.
Член Академии эсперанто с 1983 года, вице-президент с 2001 года.

## Избранные публикации
- Degree words in Esperanto and categories in universal grammar. In: Klaus Schubert: Interlinguistics: aspects of the science of planned languages, 1989 pp. 231—247
- Towards a dialogue between the sociolinguistic sciences and Esperanto culture. Pune 1987
- The otherness of English: India’s auntie tongue syndrome: New Delhi. Thousand Oaks / London: Sage 1993.
- Explorations in Indian Sociolinguistics, Rajendra Singh, Probal Dasgupta, Jayant K. Lele. New Delhi: Sage 1995.
- After Etymology, 2000
- Probal Dasgupta. Loĝi en homaj lingvoj: la substancisma perspektivo (эсп.). — New York: Mondial, 2011. — ISBN 978-1-59569-214-6.
- Probal Dasgupta. Inhabiting Human Languages: the Substantivist Visualization (англ.). — New Delhi: Samskriti and Indian Council of Philosophical Research, 2012. — P. xviii + 148. — ISBN 978-81-87374-70-1.

## Переводы с бенгальского на эсперанто
- Manashi DasGupta: Dormanta hejmaro, Antwerp: Flandra Esperanto-Ligo 2006
- Manashi DasGupta: Mi juna, Rotterdam: Esperantaj Kajeroj 1989
- Rabindranath Tagore: Primico, København: TK 1977
- Upendronath Gangopaddhae: Klera edzino, Pisa: Edistudio 1994